# Loxosceles variegata
Espèce
Synonymes
- Loxosceles variegatus Simon, 1897

Loxosceles variegata est une espèce d'araignées aranéomorphes de la famille des Sicariidae.

## Distribution
Cette espèce se rencontre au Paraguay et en Argentine.

## Description
La femelle juvénile holotype mesure 4 mm.
La carapace du mâle décrit par  en mesure 4 mm sur 3,5 mm et celle de la femelle 4,6 mm sur 4 mm.

## Publication originale
- Simon, 1897 : Liste de arachides recueillis aux îles du Cap Vert, dans la République Argentine et le Paraguay et descriptions d'espèces nouvelles. Viaggio del Dott. A. Borelli nella République Argentina e nel Paraguay. Bollettino dei musei di zoologia ed anatomia comparata della R. Università di Torino, vol. 12, no 270, p. 1-8 (texte intégral).